# 379 v. Chr.
Portal Geschichte | Portal Biografien | Aktuelle Ereignisse | Jahreskalender | Tagesartikel

◄ |
5. Jahrhundert v. Chr. |
4. Jahrhundert v. Chr. |
3. Jahrhundert v. Chr. |
►

◄ | 390er v. Chr. | 380er v. Chr. | 370er v. Chr. | 360er v. Chr. |
350er v. Chr. |
►

◄◄ | ◄ | 382 v. Chr. | 381 v. Chr. | 380 v. Chr. | 379 v. Chr. |
378 v. Chr. |
377 v. Chr. |
376 v. Chr. |
► |
►►

## Ereignisse

### Politik und Weltgeschehen

#### Ägypten
- Juni/Juli: Nepherites II. folgt seinem Vater Hakor auf den ägyptischen Thron.

Darstellung der Göttin Neith

- September/Oktober: Der ägyptische Feldherr Nektanebos stürzt Pharao Nepherites II. und tötet ihn. Damit begründet Nektanebos I. die 30. Dynastie. In Naukratis erlässt er ein Dekret zugunsten des Sais-Tempels der Göttin Neith, die von ihm als Herrin des Meeres verehrt wird. Sie wird damit durch Abgaben begünstigt, was auf einer Stele, der Naukratisstele eingemeisselt wird.

#### Griechenland
- Der Thebaner Feldherr Pelopidas kehrt aus dem Exil zurück und erzwingt mit Hilfe Athens den Abzug der Spartaner aus der Kadmeia, der Zitadelle der Stadt. Auch die oligarchische Verfassung wird zugunsten der demokratischen abgelöst. Der Böotische Bund unter der Führung Thebens wird erneuert.
- Olynth muss im Ersten Olynthischen Krieg nach mehreren Monaten Belagerung vor Sparta kapitulieren. Der Bund der chalkidischen Städte wird aufgelöst. Ein Großteil der Region fällt wieder unter die Vorherrschaft Makedoniens.

#### Römische Republik
siehe Hauptartikel Römische Republik
- Publius Manlius Capitolinus, Lucius Iulius Iullus, Marcus Albinius, Publius Trebonius, Gnaeus Manlius Vulso, Gaius Sextilius, Lucius Antistius und Gaius Erenucius werden römische Konsulartribunen.
- Tusculum erhält römisches Bürgerrecht.

### Wissenschaft und Technik
- Im babylonischen Kalender fällt der Jahresbeginn des 1. Nisannu auf den 29.–30. März[1]; der Vollmond im Nisannu auf den 11.–12. April[1] und der 1. Tašritu auf den 23.–24. September[1].[2]
- Babylonische Astronomen berechnen im 26. Jahr des achämenidischen Königs Artaxerxes II. (379 bis 378 v. Chr.) die Daten für die Mondfinsternis vom 5.–6. Oktober (13. Tašritu).[1]

## Gestorben
- Nepherites II., altägyptischer Pharao